# Rudolf Spanner
Pour les articles homonymes, voir Rudolf et Spanner.
Rudolf Maria Spanner (1895-1960) est un médecin et professeur d'anatomie allemand, qui fabriqua du savon en utilisant de la graisse de cadavres humains durant la Seconde Guerre mondiale.

## Biographie
Né le 17 avril 1895 à Metternich près de Coblence (Rhénanie-Palatinat) et employé avant la Seconde Guerre mondiale à l'institut anatomique de Kiel, Spanner aurait également travaillé dans un hôpital londonien au cours de ses études. Membre du Parti nazi et mobilisé comme médecin SS[réf. souhaitée], il dirigea l'Institut anatomique de Dantzig de 1940 à 1945. 

### Production de savon à partir de graisse humaine
Le docteur Spanner fut accusé d'avoir inventé, de sa propre initiative, un procédé expérimental de fabrication de savon à partir de la graisse de cadavres humains. À partir de février 1944, il élabora une quantité limitée de ce savon, entre dix et cent kilogrammes, et ordonna de nettoyer les salles d'autopsie avec ce produit, ainsi que d'en injecter aux ligaments des articulations.
La rumeur alléguant une fabrication massive de savon fait de cadavres humains existait déjà depuis la Première Guerre mondiale,. Toutefois, il est aujourd'hui admis que Spanner a bel et bien utilisé à cette fin de la graisse extraite des cadavres de patients de l'hôpital psychiatrique de Konradstein, de détenus exécutés dans les prison de Königsberg et Dantzig, et de déportés du camp de concentration du Stutthof,.
J. Neander, dans une étude publiée par l'université de Californie à Santa Barbara, estime toutefois que Spanner n'a pas cherché à mettre au point un procédé expérimental, mais a simplement tiré parti d'une graisse saponacée qui apparaît toujours dans la fabrication de préparations anatomiques.
Quittant Dantzig devant l'avance soviétique en janvier 1945, le médecin nazi se replia à Halle. Après la guerre, malgré deux enquêtes ouvertes à son encontre à Hambourg en 1947 et à Flensbourg en 1948, il ne semble pas avoir été condamné pour ses actes. Réintégrant la carrière universitaire, Spanner fut ensuite titulaire de la chaire d'anatomie et directeur de l'institut d'anatomie de l'université de Cologne. Il publia un manuel d'anatomie destiné aux étudiants en 1953 et mourut le 31 août 1960.